# ادسون (بازیکن فوتبال، زاده ۱۹۶۲)
ادسون (انگلیسی: Edson؛ زادهٔ ۲۹ نوامبر ۱۹۶۲) بازیکن فوتبال اهل برزیل است.
از باشگاه‌هایی که در آن بازی کرده‌است می‌توان به باشگاه فوتبال شونان بلمار و باشگاه فوتبال توکیو وردی اشاره کرد.